# Browning Buck Mark
Browning Buck Mark là loại súng ngắn bán tự động sử dụng loại đạn 5,6×15R (.22 Long Rifle) được chế tạo bởi Browning Arms Company. Nó được bắt đầu chế tạo từ năm 1985 và hiện vẫn đang được sản xuất. Khẩu Browning Buck Mark đã thay thế hai mẫu súng ngắn Browning Challenger và Browning International. Nó có cơ chế hoạt động giống như khẩu súng trường Buck Mark.

## Thiết kế
Súng ngắn Buck Mark có thiết kế sử dụng cơ chế nạp đạn blowback, các chi iết làm bằng hợp kim nhôm. Nòng súng sử dụng loại đạn 5,6×15R với hộp đạn rời 10 viên. Cơ chế nhắm là điểm ruồi.